# Mesorhaga tricorniflavrai
Mesorhaga tricorniflavrai är en tvåvingeart som beskrevs av Johann Christian Carl Gunther 1982. Mesorhaga tricorniflavrai ingår i släktet Mesorhaga och familjen styltflugor.
Artens utbredningsområde är Illinois. Inga underarter finns listade i Catalogue of Life.